# Jubeat
Jubeat（日语：ユビート，中國大陸稱乐动魔方）是科樂美數位娛樂於2008年7月24日起發售的一系列街機音樂遊戲，2016年11月1日开发运营转至科乐美娱乐（Konami Amusement）旗下，屬於Bemani系列的一員。

## 机台及游戏方法
和pop'n music系列类似，本游戏并不是模拟特定乐器，而是根据游戏提示和着旋律按下指定按键的玩法。机台的显示器是一个纵置的16:9宽液晶屏幕，由两部分组成，上方五分之二的屏幕显示游戏的歌曲、分数等信息，下方五分之三的屏幕位于游戏控制器——以4×4方式排列的十六个正方形透明按键之下。玩家需要通过下方屏幕的Marker（绘柄），在适当时机按下指定按键方能得分，每首TUNE（曲目）均有BASIC、ADVANCED、EXTREME三种不同难度的谱面。在日本、台湾、香港、澳门、新加坡、韩国、泰国、马来西亚运营的机器对应KONAMI的e-AMUSEMENT網路，持有e-AMUSEMENT PASS的玩家可以用卡片进行因特网对战，并保存游戏成绩等信息，还可以通过網路获得解锁曲目。中國地区可以用中国大陆版2代专用卡片进行解禁。游戏同时支援店内局域网对战。
游戏默认设置下每次投币可玩三首TUNE，分数达到70万以上则判定为合格（CLEARED），可以进入下一首TUNE，但是第一首TUNE未达标也会判定“SAVED”而进入第二首（若使用e-AMUSEMENT PASS或中国大陆版2代专用卡片时则只在使用卡片后的第一次游戏可以SAVE，中国大陆版机厅对战、日版机厅及網路对战时除外），同时游戏会根据最终分数给予玩家相应评价：
- E——499,999分以下
- D——500,000分～699,999分
- C——700,000分～799,999分
- B——800,000分～849,999分
- A——850,000分～899,999分
- S——900,000分～949,999分
- SS——950,000分～979,999分
- SSS——980,000分～999,999分
- EXC（EXCELLENT）——1,000,000分

100万分为TUNE的满分，需要将所有Marker都击中PERFECT判定。使用e-AMUSEMENT PASS并将该局全部TUNE获得EXCELLENT即可在官网获得称号“神业”(此稱號會因改版而有不同稱呼)。
FULL COMBO——全部Marker判定为PERFECT或GREAT或GOOD（游戏中GREAT也显示为GOOD）。
FULL COMBO在初代中（包括jubeat plus的初代界面）不单独显示“FULL COMBO”字样，直到街机jubeat ripples开始才有FULL COMBO字样特效。
初代中（不包括jubeat plus）95万分以上一律为SS评价。
初代获得FULL COMBO时FINISH界面音效为“FULL COMBO”。在之后查看该曲时将在评价下出现FULL COMBO字样。
初代获得EXCELLENT时FINISH界面音效为“EXCELLENT”（不出现“FULL COMBO”音效），且评价为SS。在之后查看该曲时将在SS下出现EXCELLENT字样。
从SAUCER时代起，获得EXCELLENT评价时不再出现FULL COMBO特效及语音。

## 系列

### 街机平台

#### 日本本土版本以及在港澳台等地发售的亚洲版

##### 
游戏第一作，2008年7月24日开始运营，界面色调为蓝色，背景音乐由泉陆奥彦（Mutsuhiko Izumi）作曲。本作的解禁模式为以游玩获得的ACHIEVEMENT POINT与课题曲达标后的认定系统来进行升级的等级系统，解禁TUNE、Marker。
从本代游戏开始（直到jubeat ripples APPEND），有MODE SELECT，可以选择在本局游戏中与其他最多3名同店铺的玩家对战或与其他最多3名通过E-Amusement網路进行游戏的玩家对战。可以不与任何人对战。
本代在2008年底进行了一次UPDATE，增加了包括Evans等TUNE和称号。这次更新也称jubeat append。在欧美的测试版称为UBeat，但最终没有上市。
2009年8月5日运营，界面色调为青绿色，继续由泉陆奥彦负责背景音乐作曲。为了开拓韩国、台湾、香港等海外市场，本作的版权曲除日本流行音乐外，还加入了一首韩语歌曲（BIGBANG《Haru Haru》）、两首粤语歌曲（BMA群星《黄金屋》和吴雨霏《Control》）和一首国语歌曲（棒棒堂《哪里怕》）。这一代有中国大陆版《乐动魔方》和仍然经过场测却最终未上市的北美版《jukebeat》，北美版及大陆版均取消了e-AMUSEMENT的網路对应功能，取消了解禁系统，北美版大量替换了TUNE。
本作的解禁模式变为单独以游玩获得的ACHIEVEMENT POINT及以此决定的等级系统来解禁TUNE、Marker、背景颜色。并推出了TOTAL SCORE RANKING模式。

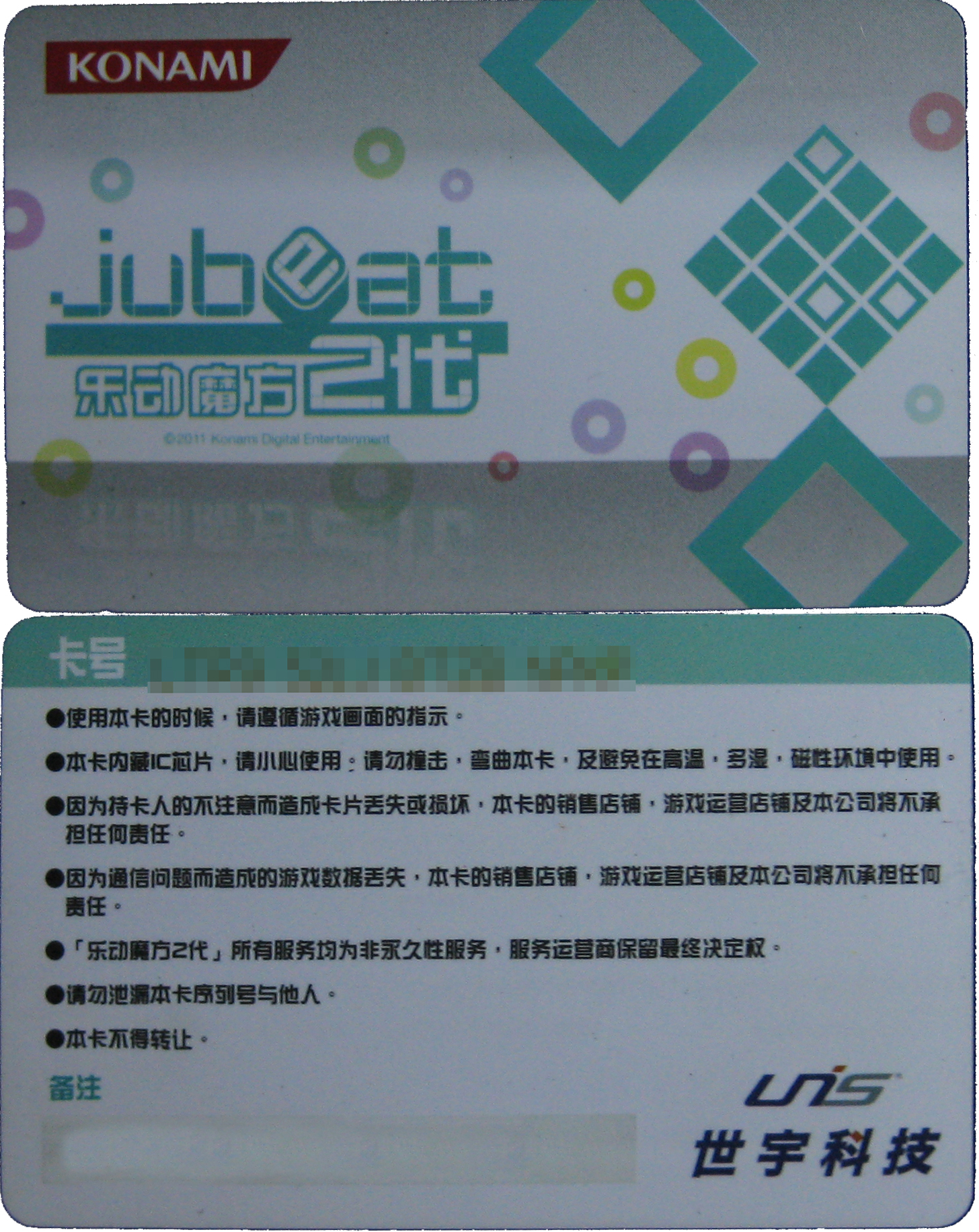
大陆版乐动魔方2代专用记忆卡

2010年3月18日运营，jubeat ripples的完结篇，并可以和 beatmaniaIIDX 17 SIRIUS 机台联动解禁TUNE。
2010年7月29日运营，界面色调为黄色，背景音乐由泉陆奥彦和上高治巳（Jimmy Weckl）负责。系统语音第一次改为男声，选择TUNE时的语音由「MUSIC SELECT」变为「SELECT MUSIC」。
- 本代开始，去除了MODE SELECT，改为首先LOCAL MATCHING然后强制ONLINE MACTHING的游玩模式。加入评判玩家能力的“jubility”系统。玩家间可选择同一首歌曲的不同难度进行对战。
- 本作的主解禁模式为编织毛衣（以ACHIEVEMENT POINTS换算毛线球来编织毛衣），需要先用ACHIEVEMENT POINTS换算为毛线球，且必须有完整的毛线球才能用于解禁。
- 取消了TOTAL SCORE RANKING模式。

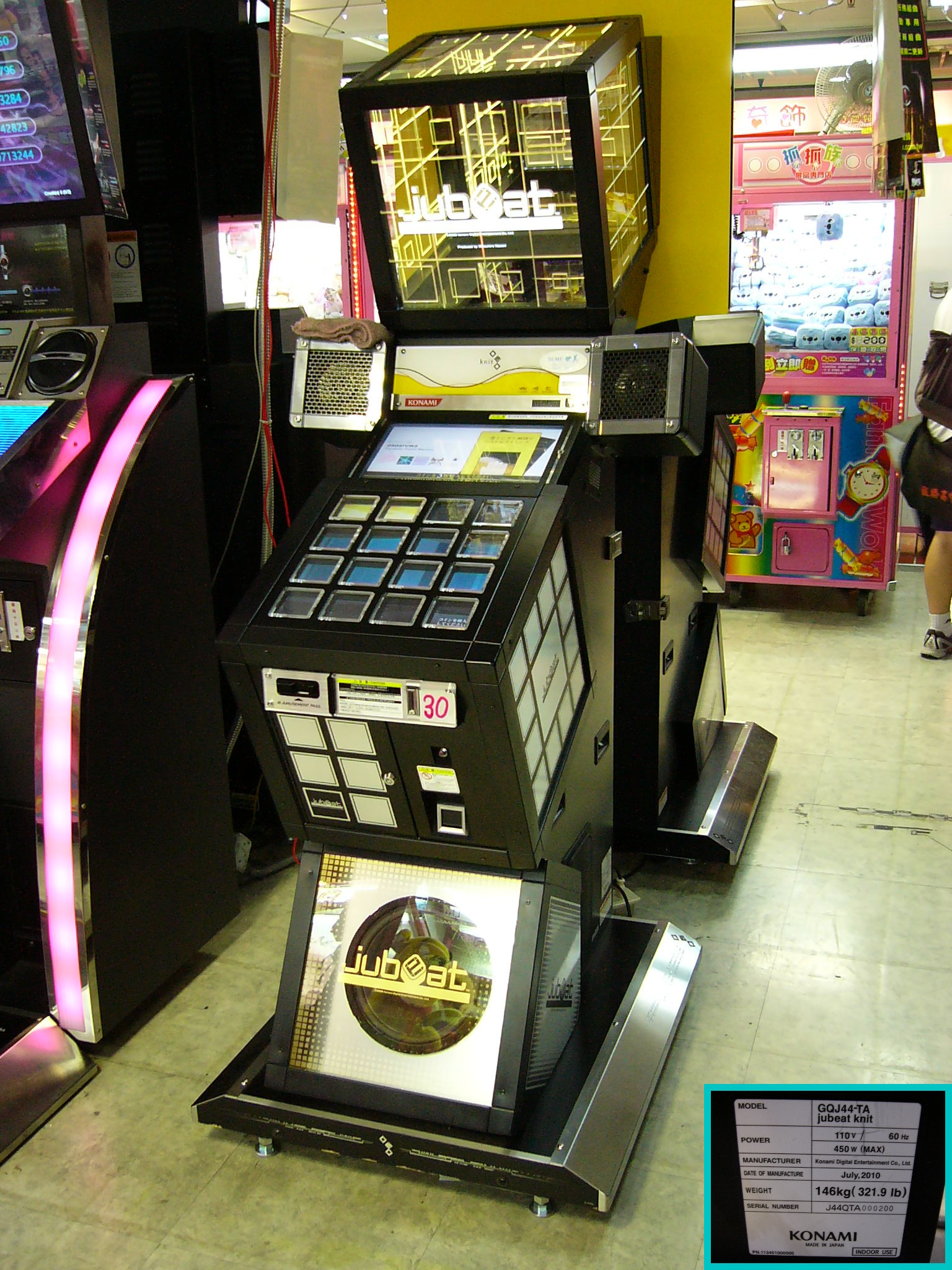
jubeat knit机台“GQJ44-TA”

- TUNE收录184曲。

jubeat knit的完结篇，2011年3月23日运营。
继承jubeat ripples APPEND的联动解禁系统，本作中称为"APPEND FESTIVAL"，可与beatmaniaIIDX 18 Resort Anthem、GuitarFreaks XG2 & DrumMania XG2、pop'n music 19、Dance Dance Revolution X2及REFLEC BEAT等现行的全部BEMANI系列机台联动解禁TUNE。
TUNE收录208曲。
2011年9月15日运营，界面色调为星空蓝，背景音乐作曲为佐伯茂治（S-C-U）。系统语音再度变回女声。
今作的主解禁模式为（先）COPIOUS TRAVEL与（后）ETERNAL TRAVEL（用ACHIEVEMENT POINT来换算成燃料供火箭旅行），自由度较大，玩家可以自行选择解禁路线。今作的解禁能将未积满的燃料桶用于解禁，但是如果未能在该次旅行中到达目的地则下次游戏会直接指定该目的地方向（不可更改）。
COPIOUS TRAVEL解禁会将TUNE的BASIC、ADVANCED、EXTREME难度分开解禁，ETERNAL TRAVEL解禁会在途中收集称号部件直到持有999个称号部件并解禁最终TUNE（アルストロメリア）；解禁同时在旅行过程中可以发现UFO（可用PASELI在一局购买最多4个UFO，UFO随机包含knit时代的TUNE、Marker等物品）。
本作有3首解禁条件极其苛刻的隐藏TUNE（解禁者需游玩LEVEL 10谱面）：分别需要达成单人EXCELLENT（[E]）、四人EXCELLENT（Red Goose）、四人FULL COMBO（量子の海のリントヴルム）。除量子の海のリントヴルム必须四人全部选择LEVEL 10谱面外，允许选择BASIC、ADVANCED谱面以达成EXCELLENT，但是只有选择游玩LEVEL 10的谱面的玩家才能解禁隐藏TUNE。追加推出了新曲：WONDER WALKER和yellow head joe（在WONDER WALKER三谱面全部FULL COMBO后解禁，是目前唯一一首ADVANCED、EXTREME谱面皆为LEVEL 10的TUNE，在解禁量子の海のリントヴルム和Red Goose时允许选择ADVANCED谱面达成FULL COMBO或EXCELLENT来解禁）。
本作的主题是传导，即除COPIOUS TRAVEL、ETERNAL TRAVEL路线解禁曲之外的所有TUNE、称号、Marker均可以传导，甚至包括隐藏TUNE。
评判玩家能力的“jubility”系统也有改变。TUNE SCORE在98万以上时，jubility将不会有升降。例如：jubility为10.0的玩家游玩了LEVEL 1 TUNE达成EXCELLENT，那么其jubility将不会变动。但jubility为1.0的玩家游玩了LEVEL 2 TUNE达成EXCELLENT，jubility便会上升，因为其jubility结算的结果比1高。
总计将收录210首以上的TUNE。
2012年3月14日開始运营，是jubeat copious的完结篇，增加了约20首TUNE。本作继承jubeat knit APPEND的联动解禁系统，称为"APPEND TRAVEL"，可与beatmaniaIIDX 19 Lincle、GuitarFreaks XG3 & DrumMania XG3、pop'n music 20 fantasia、DanceDanceRevolution X3 VS 2nd MIX、REFLEC BEAT limelight和全新BEMANI街机游戏SOUND VOLTEX BOOTH的等全部BEMANI系列现行机台联动解禁TUNE。玩家需要通过游玩机台获取APPEND ENERGY以解禁6首TUNE。6首TUNE全部解禁后再花费3000点APPEND ENERGY可解禁本作最终隐藏TUNE（JOMANDA）。2012年8月1日開始推出和吉他高手/狂热鼓手XG3連動的計畫“ギタ・ドラ・jubeat大夏祭り”，加入10首来自GFDM XG3的新曲。
系列第五作，2012年3月29日发表，2012年3月30日至4月1日进行第一次场测，2012年9月25日開始运营。系统语音在场测阶段为女声，正式版改为男声。界面主色调为白色，背景音乐由泉陆奥彦和佐伯茂治分别负责一部分。这一代的解禁系统称为“bistro saucer”，玩家每次游戏所获得的ACHIEVEMENT POINT将换算成相应数量的食材，通过收集足够的食材完成一道菜，令客人满足度达到100%则解禁一首隐藏TUNE。而游戏收录的版权曲、原创曲及其它BEMANI机种的移植曲将会通过網路更新每月更换10-15首。同时也较以前举行了更多的与其它BEMANI机种的联动解禁活动。
2014年3月3日上线，由jubeat saucer通过網路更新。游戏界面由原来的白底黑字改为黑底白字，背景音乐作曲为藤森崇多（Sota Fujimori），系统语音为女声。实施新的解禁方式“saucer macchiato”：每次游戏的经验值换算为一定数量的咖啡豆和牛奶，每当有足够的咖啡豆和牛奶完成一杯拿铁拉花咖啡时就可解禁一首TUNE。每月歌曲替换机能被废止，EXCELLENT畫面換過，2014/4/23 jubeat X HaKU 為HaKU新曲 think about you 首度在MV裡將機台亮相，MV裡的遊戲曲目是特製分為4部分並各對應一個網路上知名的jubeat玩家。
此版本中，使用科樂美秘技可以選擇其他的遊戲模式。
系列第六作，游戏界面为粉红色，加入新要素长押NOTE，有長押譜面之歌曲名後面將會有"[2]"字樣。2014年12月12日至14日进行第一次场测，2015年1月30日至2月1日進行第二次場測。2015年2月20日，日本與亞洲版線上更新。系統語音場測時為男聲，正式稼動時為女聲。jubility取消，增加EMBLEM系統。解禁系统称为“STEP”，回归初代至knit的单线式解禁模式：通过积累经验值升级STEP，达到相应的STEP时获得解禁TUNE或长押谱面。
此版本中，使用科樂美秘技一樣可以選擇其他的遊戲模式。
系列第七作，以「鑿冰塊」的方式為主題。虛擬人物史密斯鑿冰塊，替玩家取得歌曲解禁、稱號，與獎勵遊戲點數（ボーナスポイント、Bonus Point）。於2016年3月30日發行。另外在同年7月7日起到7月20日為止，有的歌曲解禁活動，與自同年7月14日起至8月14日為止，與《乾物妹小埋》（『干物妹！うまるちゃん』）的符號、背景，與相關歌曲解禁活動。其解禁曲之一"Megalara Garuda"為全作唯一一首全難度譜面皆為LEVEL 10的歌曲。
系列第8作，游戏界面为深灰色，以「與人聯繫」為主題，口号为「君の住む街。」于2017年5月12日至14日进行场测，2017年7月26日开始运营。系統語音為女聲，并由中岛由贵担任。在本作中，玩家会在初次游玩时决定所属的街道，并更换成相应的主题（红色（Red），绿色（Green），青蓝色（Cyan）和紫色（Plum））本作jubility回归，變得更加準确， 并且这次数值将不再減少，选择HARD MODE并过关可以获得更高的数值，本作科樂美秘技取消。这代解禁系统称为“SHOP”，分别为“clan RECORDS”，“jubeat SHOP”或“OMIYAGE CENTER”，通过对应的OMIYAGE解禁歌曲，长押谱面，稱號或本作增加的JUBE BELL。
系列第9作，2018年9月5日开始运营，本作的游戏界面为黄色，系统语音为女声。本作的jubility改成每首完成後變動，可以用完成jubility對象曲的數量來解禁特定歌曲，名字會按jubility來改變顏色，名字的顏色會在matching時反映在對手的機台上。在本作中，每首歌曲都有一個反映實力的MUSIC RATE 0%-100%，HARD MODE最高可以到120%。等级9和10的歌曲在本作中細分（等级9和10的后缀加入小數點）。本作开始Hard Mode放在Option裡面，而且分數會跟一般模式分開計算，這代的貨幣叫做「EMO」，分成TREND EMO跟普通的EMO，玩家每個月能够獲得特殊造型的TREND EMO，TREND EMO的期限只限當月，過期後會转换为普通EMO，商店相比前作更加地直覺明瞭。
2022年6月27日，jubeat官方發布新貼文，為新版本。
jubeat beyond the Ave. 
2023年9月20日稼動，為15周年紀念版本，系統語音為激昂男聲，並收錄少女レイ等曲目。

#### 中国大陆版本

##### 乐动魔方
2010年4月8日起在中国大陆營運，由世宇科技代理引进，jubeat系列首个引进中国大陆市场的版本。使用jubeat ripples的界面，删去了原版的华语歌曲，没有装配读卡器，不支援e-AMUSEMENT的網路对应功能，无法使用升级解禁系统（但是已直接解禁背景颜色），因此无法解禁歌曲，不能使用解禁Marker。

##### 乐动魔方 二代
2011年，世宇科技以《乐动魔方二代》的标题代理引进中国大陆，歌曲数相当于jubeat ripples APPEND，未收录1代删去的华语歌曲。
中国大陆版2代开始使用无網路版卡片识别系统，实施（在日版基础上略有改动）升级解禁系统（直接解禁背景颜色、降低达到各等级所需要的ACHIEVEMENT POINT、将原本同时解禁的几首初代隐藏歌曲打散进不同等级解禁）。
但依然不与e-AMUSEMENT網路连接。中国大陆版将APPEND联动曲设置为插卡后直接解禁。在jubeat knit中EXTREME难度由8级改为9级的歌曲《隅田川夏恋歌》也在本代升格为9级。

##### 乐动魔方 全国对战版
2012年10月运营。依然以jubeat ripples为蓝本，并补完了之前两代所没有的因特网对战功能，使用網路为称作e-AMUSEMENT CN的中国地区专用伺服器，和原版e-AMUSEMENT不连接，《乐动魔方2代》的专用卡片可在本代机台上使用，但原有数据会被重置。同时也增加了日版jubeat knit至jubeat copious APPEND的曲目（不包括大夏祭曲），并删去了大部分在jubeat saucer初运营时删去的版权曲，总收录曲数为176曲。乐动魔方2代的解禁曲在本代全部变为插卡即解禁，各等级所需的ACHIEVEMENT POINT相较2代有所上升但仍低于日版ripples系统。
2014年4月29日,科乐美数码娱乐有限公司宣布停止中国大陆地区的乐动魔方3代、舞蹈进化的联网服务。关于停止乐动魔方3代、舞蹈进化联网服务的通知

### 其他平台

#### 
日本非智能手机版本，需在softbank或au手机商城购买，操作改为3x3的九键模式。
iOS版本。iPad版于2010年10月8日发佈，2011年2月19日发布iPhone/iPod touch版。其界面为初代jubeat样式，2011年7月28日起更新至2.6.0版本可以通过下载更新获得主题切换功能，可以选择将界面切换至jubeat ripples样式。2012年1月6日起，通过更新至2.7.0版本，将e-AMUSEMENT的信息录入，可以获得jubeat copious的4个新的Marker。2012年8月升级的2.9.0版增加了双人联机对战功能（通过蓝牙或无线局域网）。2012年秋季东京电玩展上发表jubeat knit主题，并于2012年10月17日发布3.0.0版本中更新。本作需要日本itunes账号方能下载。游戏模式从按键变为触屏式，自带数首固定的曲目，有免费的版本更新及收费的音乐包可供下载。自带的TUNE最初为ウィリアム・テル序曲 、Sweet Rain、Snow Goose。自3.5.7版本后更换为ウィリアム・テル序曲 、DANCE ALL NIGHT、Little Flipper和Energy，并表示未来将不定期更换自带免费TUNE。

#### jubeat plus（Android版）
最初为日版Xperia设备专用版本，于2012年秋季东京电玩展发布，和iOS版一样本体免费及收费下载歌曲包。2013年6月4日开始在Amazon Android AppStore开始配信，支援Kindle Fire HD设备。

#### 
有街机版本与iOS版本。街机版本请参见jubeat ripples分項。iOS版为jubeat plus的国际版，最初于2011年8月10日于欧美区App Store发布，2012年10月起陆续登陆其余地区。直接具有皮肤切换功能。本作能与jubeat plus同时存在于同一部设备。游戏模式从按键变为触屏式，自带固定的三首曲目，有免费的版本更新及收费的音乐包可供下载，且自带的音乐和收费音乐包内容与jubeat plus有差异。自带的TUNE分别为Dense Forest Battle、Frogger's Song、LETHAL ENFORCERS Medley。音乐包除了本作特有的海外版权曲，也含有日本版原创曲。

## 关联项目
一款的谱面模拟软件。
魔法MAGIC中国大陆版“乐动魔方”的山寨品，无版权地收录较多中文歌曲和部分外文歌曲，甚至还收录了jubeat的部分原曲及相关曲。目前共推出3代，但是全部都是依据jubeat ripples制作。第1代机台外形与jubeat ripples基本无异。而在第2代之后便抄袭了DJ Max Technika系列的演示螢幕和耳机插孔的设计。在第3代还抄袭了Beatmania IIDX系列的脚踏式震动板。在魔法之后，中国大陆又相继出现音乐潮人、动感魔方、魔乐、炫次方等各种山寨机(部分山寨机因無技術標籤而被銷毀)。这最终使得乐动魔方的开发公司科乐美数码娱乐株式会社将魔法MAGIC的制作公司广州市华吉冠动漫科技有限公司告上法庭。
Youbeat一款电脑上的模拟器，使用键盘进行游戏
iboogie一款iOS上的模拟器

## 机体

### 硬體設備
機體由螢幕，外設，內部電腦及專用遊戲程式組成。
- 機體螢幕為26英寸，解析度為1366×768，輸入設備為專用4×4按鍵板，讀卡器
- 讀卡器原為插卡式（copious版本之前），後來於copious更新時同時把讀卡器換成輕觸式，解決因玩家在卡上貼上貼紙導致卡片過厚卡於讀卡器造成故障的問題。
- 讀卡器通過COM1端口連接內部電腦進行讀寫操作

#### copious append或之前[3]
- CPU：Intel Celeron M 1.5Ghz
- RAM：DDR2700 512MB
- ATI顯示卡
- 3.5" SATA 80GB 硬碟

#### saucer
因升級後硬體不足以應付新版本系統，故作出了硬體上的提升。
- CPU以及電腦主板更換成更高效能之零件
- 硬碟換上SSD固態硬碟

## 主要編曲者
部分為有版權的歌曲（例：only my railgun），以下則為KONAMI底下的作曲者，創作之歌曲大部分為原創曲。
- 齋藤廣祐（kors k）
- 中原龍太郎（Ryu☆）
- 横田商會（Y&Co.）
  - 横田聰（DJ BOSS）
  - 田村哲也（DJ Remo-con）
- 上高治巳（Jimmy Weckl）
- 泉陸奥彦（Mutsuhiko Izumi）
- 中村康三（Kozo Nakamura）
- 前田尚紀（日本少年）(NAOKI)
- 黒澤大佑（黒澤ダイスケ）（96）
- 西村宜隆（DJ YOSHITAKA）
- Thomas Howard Lichtenstein
- 肥塚良彦 （肥塚王子）
- 森野くま子（Shooting Star）
- 古川元亮（古川もとあき）
- 新谷早苗（新谷さなえ）（Sana）
- Silky藤野（SILKY F）
- 角田利之（L.E.D.）
- 右寺修（Des-ROW）
- 佐藤直之（猫叉Master、猫叉Master+）
- 小野秀幸
- 村井聖夜（V.C.O.、seiya-murai）
- 舟木智介（TOMOSUKE）
- あさき
- 脇田潤(wac)
- GUHROOVY
  - 内堀 彰
  - 近藤 尚昭
  - NO+CHIN
  - DJ TAKAWO（DJ ASIA）
  - DJ CHUCKY
  - M-Project
  - K.C.B.H.
- BIG TREE RECORD
  - 新井大樹
  - plazma
- くりむ（Dormir）
- SUPER HEROINE 彩香 -AYAKA-
- 石川貴之（dj TAKA）
- 佐伯茂治（S-C-U）
- 田口康裕 （TAG）
- 藤森崇多 (Sota Fujimori、dj MAX STEROID、Expander）
- 廣野智章（劇団レコード）
- 渡邊大地 (PON)
- 星野奏子(Kanako)
- 内田智之 (Mr.T)
- 清水達也 (Tatsh)
- TЁЯRA
  - 前田尚紀(NAOKI)
  - 辛島純子 (jun)
- 伊山達也 (Qrispy Joybox)
- 田川義浩 (DJ TOTTO)
- 西木康智 (Vivian)
- 浅見祐一（U1）
- Akhuta
- 佐藤俊介（SYUNN）